# Turno (województwo lubelskie)
Turno – wieś w Polsce, położona w województwie lubelskim, w powiecie parczewskim, w gminie Sosnowica.
W latach 1867–1927 miejscowość była siedzibą gminy Turno. W latach 1975–1998 miejscowość administracyjnie należała do województwa chełmskiego.
Wieś stanowi sołectwo w gminie Sosnowica. W skład sołectwa Turno wchodzi także Turno-Osada. Według Narodowego Spisu Powszechnego z roku 2011 wieś liczyła 180 mieszkańców.
Nazwa miejscowości pochodzi od znamienitego rodu szlacheckiego – Turno herbu Trzy Kotwice. Obecnie nazwisko Turno możemy spotkać na terenach Wielkopolski oraz Mazowsza.
Wierni Kościoła rzymskokatolickiego należą do parafii Trójcy Świętej w Sosnowicy.